# 小市站 (溪田线)
小市站位于中华人民共和国辽宁省本溪市本溪满族自治县小市镇长江路，是溪田铁路的一个火车站，隶属于沈阳局集团本溪车务段，现为三等站。建于1939年。1952年，溪田线全线通车后，除新建小市站舍和小堡车站，扩建温泉寺站舍外，其余各站站台、站舍、货运设备、行车设备也程度不同地进行改造和扩大。